# Гонсалес-Гонсалес, Педро
Педро Гонсалес-Гонсалес (рождении Рамиро Гонсалес-Гонсалес (англ. Ramiro Gonzalez-Gonzalez); 24 мая 1925 — 6 февраля 2006), американский актёр.

## Биография
Его отец, американец мексиканского происхождения, играл на трубе, а мать-испанка была танцовщицей.
Бросив школу в 7 лет, присоединился к семейному коллективу «Las Perlitas», гастролировавшему на западе Техаса. Таким образом, будущий актер остался без образования и был неграмотным всю свою жизнь.
В 17 лет он женился. Служил в армии во время Второй мировой войны. После войны он выступал в комедиях для испаноязычной аудитории.
В 1953 году он появился в шоу Граучо Маркса «You Bet Your Life».
После этой программы начал получать многочисленные предложения о съемках в кино и об участии в различных шоу. Снимался также в телесериалах.
Выступал в амплуа карикатурного мексиканского ковбоя.
Похоронен на Кладбище Святого креста (Калвер-Сити).

## Память
14 ноября 2008 года Педро, сыгравший почти в восьмидесяти фильмах и телесериалах, был удостоен звезды на Аллее Славы в Голливуде. Церемонию открытия звезды № 2374 вели Самюэль Л. Джексон и внук актёра Клифтон Коллинз-младший (также актёр, родившийся в 1970 году, снявшийся в 70 фильмах), сам памятный знак расположен рядом со звездой легендарного Джона Уэйна, с которым Педро играл в нескольких фильмах, включая знаменитый вестерн «Рио Браво».
Младший брат актёра Хосе Гонсалес-Гонсалес.

## Избранная фильмография
| Год  |   | Русское название                              | Оригинальное название                    | Роль                     |
| ---- | - | --------------------------------------------- | ---------------------------------------- | ------------------------ |
| 1953 | ф |                                               | Wings of the Hawk                        |                          |
| 1954 | ф |                                               | The High and the Mighty                  |                          |
| 1955 | ф |                                               | Strange Lady in Town                     |                          |
| 1955 | ф | Я умирал тысячу раз                           | I Died a Thousand Times                  | Чико                     |
| 1958 | ф |                                               | The Sheepman                             |                          |
| 1959 | ф | Рио Браво                                     | Rio Bravo                                | Карлос Робанте           |
| 1969 | ф |                                               | The Love Bug                             |                          |
| 1970 | ф |                                               | Chisum                                   |                          |
| 1971 | ф |                                               | Support Your Local Gunfighter            |                          |
| 1976 | ф | Вон Тон Тон — собака, которая спасла Голливуд | Won Ton Ton: The Dog Who Saved Hollywood | мексиканский киномеханик |